# Xã Warren, Quận Cass, Bắc Dakota
Xã Warren (tiếng Anh: Warren Township) là một xã thuộc quận Cass, tiểu bang Bắc Dakota, Hoa Kỳ. Năm 2010, dân số của xã này là 139 người.